# Death Troopers
Death Troopers (titre original : Death Troopers) est un roman de science-fiction de Joe Schreiber s'inscrivant dans l'univers étendu de Star Wars. Publié aux États-Unis par Del Rey Books en 2009, puis traduit en français et publié par les éditions Pocket en 2016,, il se déroule en l'an 1 av. BY.

## Résumé
Le Purge, un vaste vaisseau prison transportant les criminels, voleurs, rebelles, tueurs les plus dangereux de la galaxie, tombe en panne à des années-lumière de tout espace habité. Son seul espoir de reprendre sa route est un destroyer stellaire, dérivant là, abandonné. Une équipe est envoyée pour récupérer les pièces nécessaires à la réparation. Mais seule la moitié du groupe revient, apportant à bord une calamité qui foudroie la quasi-totalité des passagers du Purge, de la plus ignominieuse manière.
Une demi-douzaine de survivants en réchappent, sans imaginer que le cauchemar ne fait que commencer. Bientôt, les morts se relèvent, pris d'une faim féroce...